# Radio-Feature

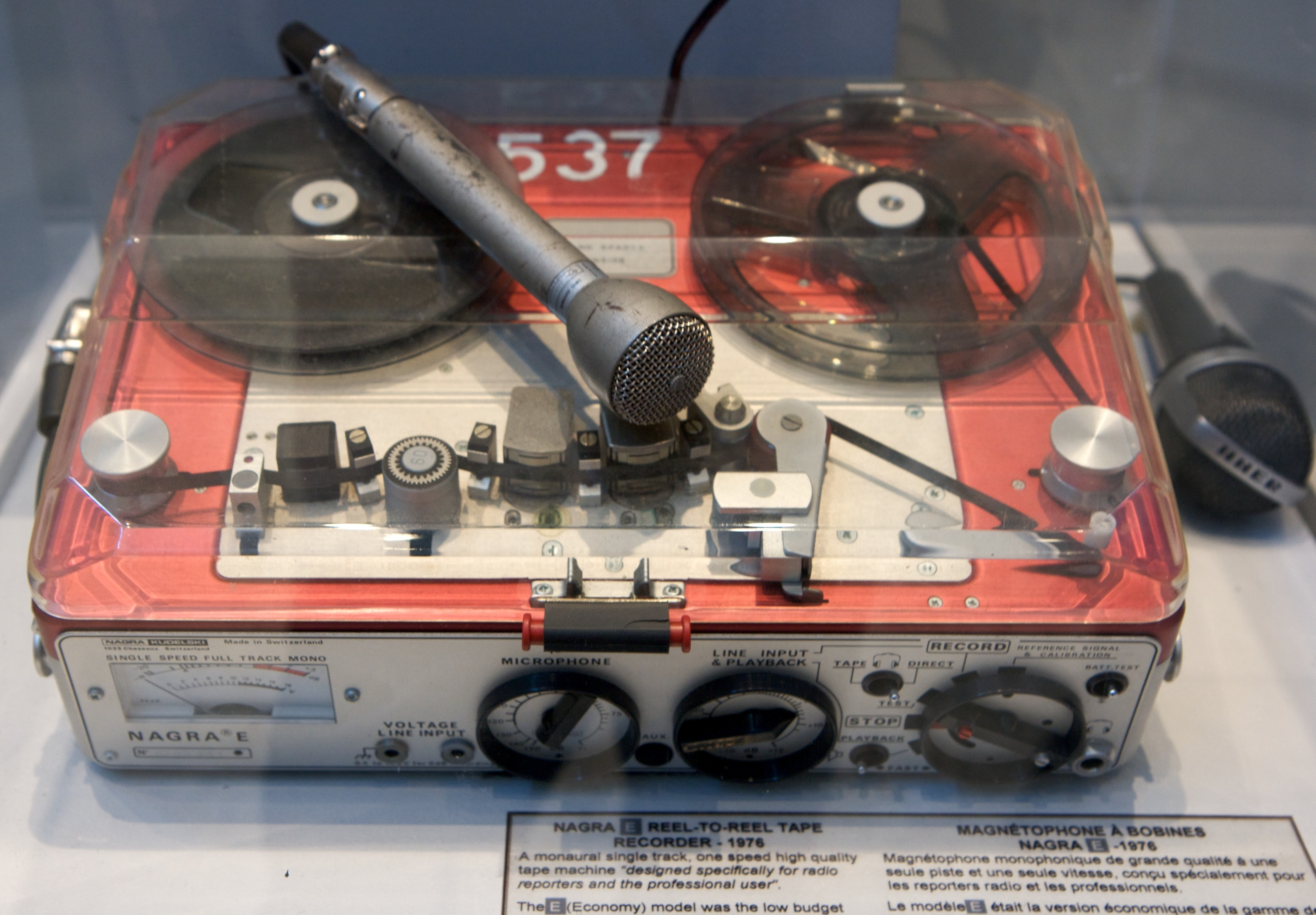
Tragbare Aufnahmegeräte wie die Nagra E (1976) machten den Originalton im Feature populär.

Das Radio-Feature (Aussprache [ˈfiːtʃə(ɹ)], auch Rundfunk-Feature oder Radio-Dokumentation oder Doku genannt) ist ein nicht-fiktionales Hörfunk-Genre, das sich nach 1945 neben dem Hörspiel in den Kulturprogrammen des Hörfunks verschiedener europäischer Länder etabliert hat. Ein Radio-Feature verbindet unter anderem Elemente von Hörspiel, Dokumentation und Reportage. Ende der 1930er Jahre wurde es in Großbritannien durch die BBC beliebt und erstmals als eigenständiges Stilelement wahrgenommen.

## Definition
Das Feature lässt sich nicht streng definieren, denn es gibt vom Originalton-Feature, das im Wesentlichen aus Reportagen und Interviews besteht, bis zur Dokumentation, die auf Archivmaterial basiert, viele Spielarten. Praktisch ist es ein Sammelbegriff für akustische Ausdrucksformen zur Übermittlung und Vertiefung von Information. Die Übergänge zum Hörspiel sind fließend. Beim Feature überwiegen in der Regel die Tatsachen, beim Hörspiel die Fiktion. Jedoch enthalten viele Hörspiele dokumentarische und viele Features fiktive Elemente. Das Feature steht also im Spannungsfeld zwischen Information und ihrer künstlerischen Gestaltung.

## Geschichte
1937 führte die BBC die Experimental Hour (experimentelle Stunde) mit formal nicht gebundenen Sendungen ein, die sich durch ihren dokumentarischen Charakter auszeichneten. Der Erfolg der Reihe gab den Autoren künstlerische Freiheit und bildete allmählich eine neue Präsentationsform heraus, für die sich ab 1939 der Ausdruck „Feature“ einbürgerte. Während der Zeit des Nationalsozialismus war der Empfang der BBC, wie auch anderer ausländischer Sender, gemäß der Verordnung über außerordentliche Rundfunkmaßnahmen in Deutschland verboten, da diese als Feindsender galten. Nach Ende des Zweiten Weltkrieges kam mit der britischen Besatzungsmacht auch die neue Sendegattung nach Deutschland.
Axel Eggebrecht legte im November 1945 per Aushang im Talks and Features Dpt. (Abteilung für Gespräche und Feature) des Nordwestdeutschen Rundfunks (NWDR) in zehn Punkten fest, was Autoren und Redakteure „Über Hörfolgen (Features)“ wissen sollten. Von Eggebrecht stammt auch das erste deutschsprachige Radio-Feature Was wäre, wenn … Ein Rückblick auf die Zukunft der Welt, das am 9. März 1947 erstmals ausgestrahlt wurde. Eggebrecht, Peter von Zahn, Ernst Schnabel und Alfred Andersch sind die wichtigsten Autoren des frühen Features in Deutschland.
1954 übernahm der SFB das Berliner NWDR-Studio. Ab Ende der 1960er Jahre entwickelte hier Peter Leonhard Braun das „geschriebene“ Feature zum „akustischen Feature“ weiter; viele seiner Arbeiten enthielten mehr Originaltöne als Sprechertexte. Möglich wurde das durch transportable Aufnahmegeräte und besonders attraktiv durch das Aufkommen der Stereofonie.
Während im westdeutschen Radioprogramm seit 1945 das Wort „Feature“ geläufig ist, bevorzugte man im Rundfunk der DDR anfangs den Ausdruck „Funkdokumentation“ (Georg Dannenberg). Erst im Januar 1963 wurde in Berlin (Ost) eine eigene Feature-Abteilung gegründet, die bis zur Abwicklung der ehemaligen DDR-Sender im Dezember 1991 bestand.
Heute produzieren alle neun Rundfunkanstalten der ARD und das Deutschlandradio Features.

## Produktionsweisen
Die Herstellung eines Radio-Features läuft in zwei Phasen ab:
- Der Autor recherchiert, führt Interviews durch, schreibt das Manuskript. Dieser Vorgang kann Monate, manchmal Jahre dauern.
- Der Regisseur lädt Schauspieler ins Studio ein und produziert die Sendung. Ein Radio-Feature wird heute typischerweise in einer Woche fertiggestellt.

Die beiden Rollen – Autor und Regisseur – müssen nicht getrennt sein. Autoren wie Peter Leonhard Braun oder Helmut Kopetzky haben schon frühzeitig beide Funktionen erfolgreich in Personalunion vertreten. Durch das Aufkommen digitaler Produktionsmöglichkeiten mit „Digital Audio Workstations“, also PCs mit Schnitt- und Misch-Software, können sich immer mehr Autoren ihr eigenes „Studio“ leisten, und entsprechend nimmt die Tendenz zur Verschmelzung der Rollen Autor/Regisseur zu. Bei der Mehrzahl der Produktionen ist die traditionelle Trennung jedoch schon allein deswegen sinnvoll, weil das Aufnehmen und Schreiben eines Features andere Fähigkeiten voraussetzt als die Arbeit mit Schauspielern, Geräuschen und Soundeffekten in einem Studio.
Im Januar 2010 startete, nach dem Vorbild des Radio-Tatorts, die deutschlandweite Reihe Das ARD-Radio-Feature. Sie wird als „Einschränkung und Aufwertung zugleich“ gesehen, da durch die Zusammenlegung von Sendeplätzen einerseits ein größerer Hörerkreis erreicht wird, andererseits jedoch Sendeplätze für neue Ursendungen verloren gehen.

## Abgrenzung zum Hörspiel und Haftung
Obwohl es Überschneidungen gibt, ist das klassische Feature kein Hörspiel, also keine Fiktion. Deshalb greift in der Regel beim Feature die Kunstfreiheit (Art. 5  Abs. 3 S. 1 Grundgesetz) nicht. Fakten müssen für ein Feature nachrichtlich solide recherchiert und nicht aus dem Zusammenhang gerissen eingebettet werden. Es gibt in der Geschichte des Radio-Features zahlreiche Fälle von Unterlassungsklagen gegen die Sender, mit verschiedenem Ausgang. Meist fällt dabei die Beweislast auf den Autor zurück. Diese Situation hat sich insbesondere dadurch zugespitzt, dass viele Sendungen heute im Internet vorliegen und nicht, wie früher, „weggesendet“ und vergessen werden. Fiktive Elemente in einem Feature werden deswegen bei der Produktion als solche gekennzeichnet.

## Preise
- Axel-Eggebrecht-Preis (seit 2008)
- Featurepreis der Stiftung Radio Basel (seit 1995)
- Feature-Preis des Bremer Hörkinos (seit 2007)
- Prix Europa Radio Awards (seit 1987)